# Lena Ribeiro
Lena Guimarães Ribeiro (Niterói, 4 de janeiro de 1981) é uma professora universitária e surfista brasileira. Compete em provas de stand up paddle.

## Carreira
Sua carreira esportiva começou no handebol, tendo feito parte do time do Vasco da Gama. Conseguiu figurar na seleção sub-16 da modalidade.
Teve um contato maior com o surfe quando se mudou para Arraial do Cabo, ambiente propício para a prática do esporte.
Nos Jogos Sul-Americanos de Praia de 2019, em Rosário, na Argentina, Lena conquistou a medalha de ouro na prova técnica e na disputa de longa distância. Disputou os Jogos Pan-Americanos de 2019, no Peru, conquistando a medalha de ouro na corrida em stand up.